# الحرب الأهلية التونسية (1728 - 1740)
الحرب الأهلية التونسية والتّي عرفت باسم الحرب الباشية - الحسينية الأولى هي صراع حدث في تونس بين سنتي 1728 و1740 بين أفراد العائلة الحسينية الحاكمة في تونس حينها وحلفائهم من قبائل ومدن تونس لافتكاك السلطة، شهدت الحرب طورين في الطور الأول انتصر الحسين باي و هرب علي باشا للجزائر ثم في الطور الثاني انتصر الطرف الموالي لعلي باشا والذّي عرف بالحزب الباشي وإعدامه لحسين باي وانهزم الموالين له والذّين عرفوا بالحزب الحسيني.

## الخلفية
يوم 8 أوت 1705 خسر الباي إبراهيم الشريف معركة الكاف ضد دايات الجزائر بعد أن تخلّت عنه عدّت له مسبقا للتخلّص منه بسبب سياساته المعادية للسكّان المحلّيين والمفضّلة للمليشيا التركية المتواجدة في تونس، بعد أربعة أيام من إلقاء القبض عليه أعلن حسين بن علي التركي نفسه بايا على تونس وذلك بدعم من عدد من القبائل التونسية ومن السكان المحليين، وبسرعة تمكّن الباي الجديد من دحر الغزو الجزائري وهو ما مكنّه من تصليب عود سلطته الجديدة في تونس.
بعد اعتلاء حسين باي عرش تونس أعلن ابن أخيه علي كولي للعرش وذلك بسبب عدم إنجاب حسين باي لأطفال، لكن هذا سيتغير في المستقبل إذ في سنة سيرزق بطفل من إحدى الجاريات أصيلة جنوة سمّاه محمد الرشيد ولن يكون هذا الطفل الأخير الذّي ينجبه حسين باي من هذه الجارية، وفي سنة 1726 قرر حسين باي سحب ولاية العرش وقيادة المحلة (الفرقة العسكرية المكلّفة بإستجلاب الجباية) من ابن أخيه علي وإعطاءها لإبنه الأكبر محمد الرشيد، وكتعويض له قرر الباي منح علي لقب الباشا الذّي كان لقبا فخريا.
لم يرضى علي باشا ب سحب السلطات منه وحرمانه من ولاية العرش فقرر التمرّد على عمّه مع حلفائه من القبائل التّي كسب ولائها أثناء مدّة قيادته للجيش وقد عرف هذا الحلف بالحزب الباشي فيما سميّ حلفاء عمّه حسين باي بالحزب الحسيني

## أطوار الحرب

### الطور الأول: إنتصار حزب الحسينية (1728 – 1735)

#### هجوم قوات الحسينية على جبل وسلات
يمثل يوم 20 فيفري 1728 البداية الحقيقية للحرب الأهلية التونسية، حيث فر صبيحة ذلك اليوم علي باشا وابنه يونس من مدينة تونس إلى جبل وسلات وذلك خوفا من اعتقالهما وهنالك وجد ترحيبا ودعما كبيرا له.

لمّا سمع الباي حسين بتواجد ابن أخيه بجبل وسلات قرر في أواخر فيفري 1728 جمع المحلّة ومعها عدد من القبائل مثل دريد وأولاد سعيد والسواسي والمثاليث وجلاص وأولاد عون والكعوب، وقد قاد هذا الجيش بنفسه صحبة ابنيه محمد الرشيد وعلي وأخوه محمد، والد علي باشا. وقد حاول حسين باي الصلح مع ابنه أخيه إلّا أنّه رفض ذلك ما جعل حسين باي يقرر مهاجمته، فأمر أولا بمحاصرة الجبل فبين مارس وأفريل 1728 حاولت قواته اقتحام جبل وسلات من الجهة الشرقية فوجد مقاومة عصيّة، وفي أفريل 1728 أمر جيشه بالهجوم على الجبل، وهو ما حصل فأجبروا علي باشا على الهروب من القرية التّي كان يتحصّن فيها والتّبو قامت قوات الحسينية بتخريبها وتخريب ما جاورها من قرى وتسويتها بالأرض، وأثناء اشتغال الحسينيين بالتخريب هاجمتهم قوات علي باشا ليلا وانتصروا عليهم وأسروا منهم عدد من الجنود إضافة لاستلائهم على مدفعين.

#### نفي علي باشا للجزائر
بعد تأكّد علي باشا من استحالة انتصاره على قوى عمّه قرّر اللجوء لقبائل الوسط التّي تنحدر منها أمّه وجدّته وقد عاونوه على اللّجوء إلى داي الجزائر عبدي باشا الذّي طالب حسين باي بدفع مبلغ مالي يقدر 50 ألف سنويا وذلك للحرص على عدم مغادرة علي باشا للجزائر وعدم قيامه بأي أعمال سياسية معادية لعمه 

### الطور الثاني: إنتصار حزب الباشية (1735 – 1740)

#### العودة لتونس والسيطرة على العاصمة
بعد وفاة عبدي باشا تولي إبراهيم باشا قيادة الجزائر، وقد قام هذا الأخير بالإفراج عن علي باشا الذّي أرسل ابنه يونس باي إلى قبيلة الحنانشة لكي يناصروه وهو ما نجح في تحقيقه وبدأ إثر ذلك في حملة تخريب وبث للفوضى في البلاد، أما علي باشا فقد تمكن من كسب دعم أوساط الحكم في الجزائر الذّين قرروا دعمه بمحلة وذلك في ماي 1735 وكانت الكاف أوّل المدن التي تسقط لقوات علي باشا وذلك بعد أمر حسين باي بإخلائها من سكانها. (الإتحاف ص111)
انهزام حسين باي في معركة سمنجة وسيطرة علي باشا على العاصمة
في 20 أوت 1735 خرجت من تونس محلة بقيادة حسين باي وأبناءه الأمراء علي و محمد ومحمود وقد كانوا مدعومين من صبايحية الترك والأوجاق وسائر دريد والمرازقة، ونصبت بمنطقة سمنجة قرب واد مجردة خيام محلة حسين باي فيما نصبت على الضفة الغربية للواد خيام محلة علي باشا المدعومة من الأعراب والطرابلسية. (الإتحاف الصفحة 111)
و في ليلة 4 أوت 1735 باغتت قوات علي باشا حسين باي بالهجوم على قواته التّي إنهزمت وأجبر الباي على الانسحاب لمدينة القيروان وهو مصاب (الإتحاف ص 112) أما ابنه علي فقد التجأ في البداية إلى العاصمة ليطمئن على عائلته قبل أن يلتحق بأبوه وإخوته في القيروان (الاتحى ف ص113)
و بعد تأكد سكان العاصمة تونس من انهزام حسين قرّروا مبايعة علي باشا حاكما جديدا على البلاد وذلك يوم 5 أوت 1735، وبعد أن علم الباشا بهذا الأمر أرسل إبنه يونس باي لتونس التّي دخلها يوم 18 سبتمبر 1735 ثم لحقه أبوه في اليوم الموالي حيث جلس على عرش القصبة وأخذ البيعة من عامة الناس. وقد احقت علي باشا للعاصمة محلة الجزائر التي بدأت في ننب وتخريب المدينة فصدّهم عدد من سكانها وقتلوا الكثيرين منهم ثم تمكّن يونس باي من السيطرة على الوضع بعد افتكاك سلاح كل من يدخل للمدينة. (الإتحاف 117)

#### مقاومة الحزب الحسيني وإعدام حسين باي
بعد لجوء الباي حسين وأبناءه إليها، أصبحت القيروان عاصمة المقاومة الحسينية وذلك بعد أن إنقسمت البلاد لمناصرين لحسين باي ويعرفون بالحسينية وهم سوسة وصفاقس وعدد من قرى الساحل وقبائل بنو رزق ودريد وجلاص والهمامة الخ.. ومناصرين لعلي باشا وعرفوا بالباشية وهم قرى مساكن وجمّال وقبائل ماجر والفراشيش وولاد عيار الخ..(الإتحاف 113)
في سنة 1736 قام يونس باي بمحاصرة القيروان لمدة 11 شهرا لكنه فشل في السيطرة عليها، ليعد الكرّة مرة أخرى في السنة الموالية حيث حاصرها لمدة 9 أشهر ولكن فشل مرة أخرى، وفي نوفمبر 1739 عاد يونس باي لحصار القيروان ولكن هذه المرّة جلب معه قوات أكثر فيما كانت قوات حسين باي في حالة ضعف، وتمكنت قوات علي باي من دخول القيروان وذلك يوم الجمعة 13 ماي 1740 وذلك بعد قصفها بالمدفعية وتحييد دفاعاتها، وتمكّن من إلقاء القبض على عم أبيه حسين باي الذّي كان بصدد مغادرة المدينة صحبت عدد من رفاقه، ولمّ هم يونس باي بإعدامه قال له حسين باي «أتخضب شيبي بدمي يا يونس وقد ختنت أباك في حجري» فأجابه يونس باي «الملك عقيم يا سيدي» وأعدمه (الإتحاف ص 114) وأرسل رأسه لعلي باشا الذي بكى عمه ثم وضع الرأس بطحة القصبة كي تتحقق الناس من مقتله ثم دفنه في مقبرة تحمل إسمه، ثم قام بإعدام رفاق حسين باي ومن بينهم إبنه علي إضافة لأربعين من أعيان القيروان التّي قام إبنه يونس بهدم أسوارها.

## العواقب
و لم بلغ لمحمود باي المتواجد، حينها في سوسة مقتل أبيه قرر مغادرة البلد فتوجه أولا لمالطة ثم لمرسيليا وأخيرا للجزائر أين إستقر هناك مع أخيه محمد الذّي توجه إليها بعد معركة سمنجة. (الإتحاف ص115) بعد مغادرة محمد باي سوسة طلب سكانها من علي باشا الأمن فأرسل إليها إبنه يونس الذّي قام بقتل العديد من أعيانها إضافة لتسليطه عليهم غرائم كبيرة وكذلك فعل في المنستير والقلعى الكبرى. (الإتحاف ص116)